# ليك (أحياء)

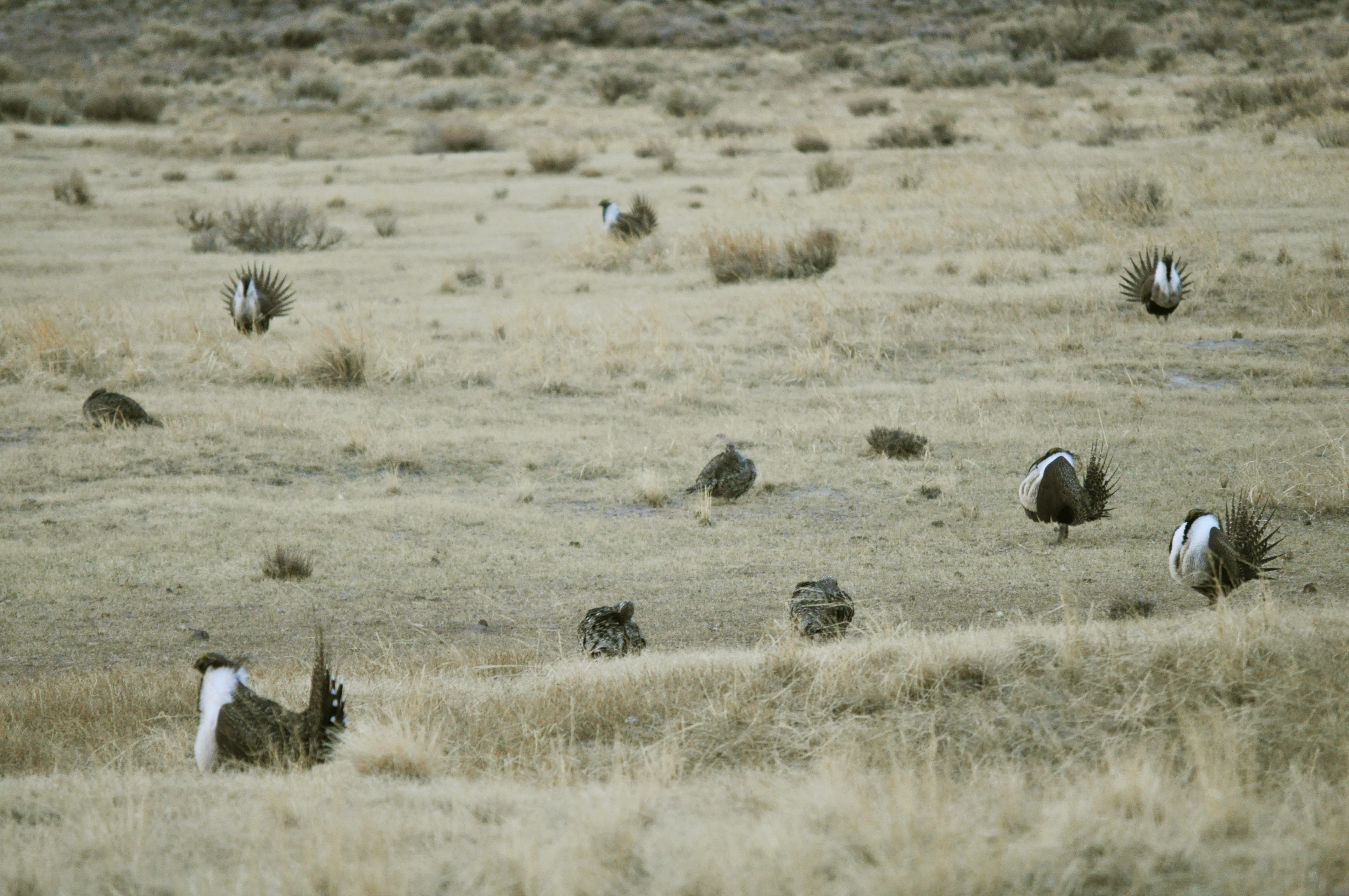
طيهوج حكيم كبير في ليك، مع عرض ذُكور مُتعددة لِلإناث الأقل ظهورًا

اللِّيْكُ أو تَزَاوُجُ لِيك (بالإنجليزية: Lek mating)‏ مجموعة من ذكور الحيوانات التي اجتَمَعَتْ لِلمُشاركة في عُروض تنافُسية وطُقوسِ مُغازلةٍ (تُعرف باسم «lekking»)؛ لإغراء الإناث الزائرات اللاتي يَتَفَقَّدنَ الشَّرِيك المُستَقبَلي لِلتزاوج معهُ. يمكن أن يُشير لِيك أيضًا إلى «قِطعَةِ أرضٍ» مُتاحة يُمكن استِخدامها عَبرَ عُرُوض الذُّكور لِلدفاع عن حصتهم من الأراضي لِموسم التكاثر. يتميز نوع (lekking) بِاستِعرَاضِ الذُّكور، واختيار رفيق قوي للإناث، وَمنحِ مَنافِع غير مُباشِرة لِلذُكور وتَخفيف العِبء على الإناث في اختِيار شُرَكَاءِهن. رَغمَ انتشاره بين الطيور مثل الطَّيهُوج الأسود، إلا أنه يوجد أيضًا في مجموعة واسعة من الفقاريات؛ مثل: بعض الأسماك العظمية والبرمائيات والزواحف والثدييات والمفصليات؛ القشريات والحشرات.
يتكون الليك الكلاسيكي من مناطق الذكور في النطاق البصري والسَّمعي لبعضهم البعض. إنَّ ليك المتفجر، كما يظهر في الكاكابو، له مناطق مُنفصلة بَصَرِيًّا، ولكن لا يزال في النطاق السَّمعي. يرتبط (Lekking) بمفارقة واضحة [الإنجليزية]: يجب أن تُؤدي الإناثُ الانتقاءَ الجنسيَّ القويَّ لِسماتٍ ذُكوريَّة مُعينة إلى تَقَلُّص التنوُّع الجيني من قبل الصياد الهارب [الإنجليزية]، لكن التنوع يُحتفظ عليه ولا يحدث هروب. بُذلت محاولات عديدة لِشرح ذلك، لكن التناقض لا يزال قائمًا.

## الهَوَامِش
المَعْلُومَاتُ
1. ↑  لِيك: هي كلمة سويدية وتُشير إلى المنطقة التي تَجرِي فيها «العِلاقاتُ الزَّوجيَّةُ» لِلحيوانات.(Lloyd 1867)

المُصْطَلَحَاتُ
1. ↑  classical lek
2. ↑  explode lek

## المَصَادِر
- Lloyd، Llewelyn (1867). The game birds and wild fowl of Sweden and Norway. F. Warne & Company.